# HD 189253
HD 189253，又名BD+50 2930，SAO 32130、HR 7632，是一颗恒星，视星等为6.43，位于銀經84.82，銀緯11.31，其B1900.0坐标为赤經19h 54m 1s，赤緯+50° 11.31′ 1″。